# Clenia
Clenia is een plaats (frazione) in de Italiaanse gemeente San Pietro al Natisone.